# 민들레 (드라마)
《민들레》는 KBS 1TV에서 2000년 4월 17일부터 2000년 10월 21일까지 매주 월~토 오전 8시 5분에 방영된 한국방송공사 TV소설인데 MBC 《아들과 딸》과 유사하다는 지적이 있었다.

## 등장 인물
- 정동환 : 송주천 역
- 김영애 : 강해순 역
- 김호진 : 송길남 역
- 윤지숙 : 송정남 역
- 홍유진 : 송희남 역
- 현석 : 유대치 역
- 김영란 : 배정옥 역
- 정유석 : 유재석 역
- 배민희 : 이명신 역
- 양금석 : 배두옥 역
- 故 한경선
- 이동준
- 정승호
- 차광수
- 윤예희
- 최준용
- 권혁호
- 김동수
- 김창봉
- 이기열
- 이재연
- 이현정